# Шайтанка (Ханты-Мансийский автономный округ)
Шайтанка — деревня в Берёзовском районе Ханты-Мансийского автономного округа — Югры Тюменской области России. Входит в состав городского поселения Берёзово. Население на 1 января 2008 года составляло 198 человек.
Почтовый индекс 628140, код ОКАТО 71112651003.

## Статистика населения
| Год  | Численность постоянного населения (среднегодовая) |
| ---- | ------------------------------------------------- |
| 2002 |                                                   |
| 2008 | 198                                               |
| 2024 | 48                                                |

## Климат
Климат резко континентальный. Зима суровая с сильными ветрами и метелями, продолжающаяся семь месяцев. Лето относительно тёплое, но быстротечное.